# Foron (Limbourg)
Pour les articles homonymes, voir Foron et Voer.
Le Foron,, ou la Voer (en néerlandais : Voer) est une rivière de Belgique et des Pays-Bas, affluent direct de la Meuse en rive droite. Ayant un parcours d'une douzaine de kilomètres la Voer draine essentiellement les villages de la commune des Fourons (Voeren en néerlandais) dont le territoire s'identifie pratiquement à la vallée de la Voer. Sa source principale se trouve dans le domaine du château de la commanderie de Fouron-Saint-Pierre dont elle alimente les riches viviers.

## Autre
La Dyle, un affluent de l'Escaut, a un affluent du même nom : la Voer.

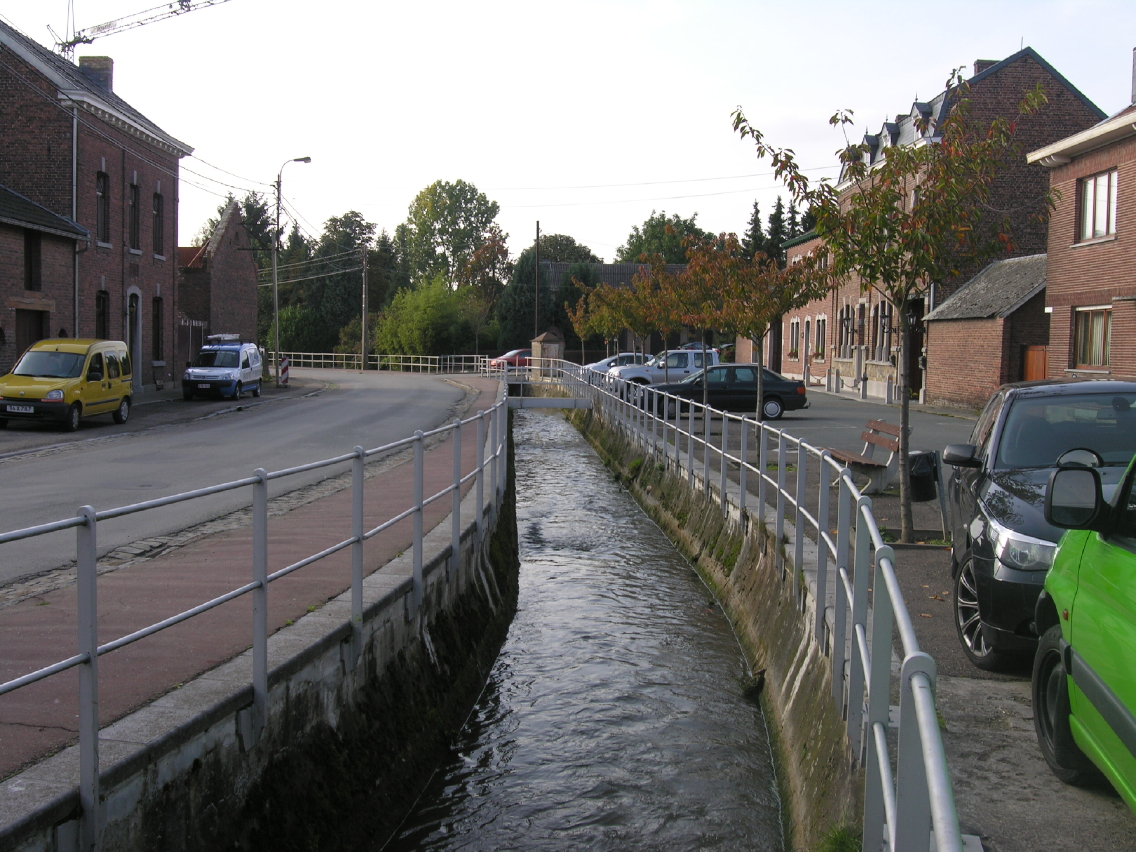
La Voer à Fouron-le-Comte.